# Dormelles
Dormelles település Franciaországban, Seine-et-Marne megyében. Lakosainak száma 803 fő (2022. január 1.). Dormelles Noisy-Rudignon, Villecerf, Villemer, Ville-Saint-Jacques, Flagy és Villemaréchal községekkel határos.

## Népesség
A település népességének változása:
| Lakosok száma | 821  | 808  | 827  | 806  | 805  | 802  | 797  | 790  | 803  |
|               | 2013 | 2015 | 2016 | 2017 | 2018 | 2019 | 2020 | 2021 | 2022 |